# Krytonosek jednobarwny
Krytonosek jednobarwny (Scytalopus unicolor) – gatunek małego ptaka z rodziny krytonosowatych (Rhinocryptidae). Endemiczny dla Peru.
Systematyka
Gatunek monotypowy. Dawniej za jego podgatunki uznawano krytonoska czarniawego (S. latrans) i krytonoska śpiewnego (S. parvirostris), ale różnią się od niego wokalizacją.
Występowanie
Całkowity zasięg występowania, szacowany na 5300 km², obejmuje niewielki obszar Andów w zachodnim Peru. Krytonosek jednobarwny zasiedla wilgotne górskie lasy i gęste zarośla na wysokości 2000–3170 m n.p.m., sporadycznie do 3400 m n.p.m.
Morfologia
Długość ciała wynosi 11 cm, masa ciała 17–19 g. Wierzch ciała ciemnoszary, spód nieznacznie jaśniejszy. U osobników młodych wierzch ciała z wyjątkiem ogona brązowawy. Nogi i stopy jasnobrązowe.
Zachowanie
Zachowanie tego gatunku jest prawie całkowicie nieznane. Zazwyczaj krytonosek jednobarwny przebywa na ziemi lub do 2 m nad ziemią. Gniazdo ma kulisty kształt z bocznym wejściem, budulec stanowi mech i włókna roślinne. Wyprowadza 2 lęgi.
Status
Przez IUCN gatunek klasyfikowany jest jako gatunek bliski zagrożenia (NT, Near Threatened) od 2022 roku; wcześniej, od 2000 był uznawany jako najmniejszej troski (LC, Least Concern). Liczebność populacji została oszacowana na 8500-11500 dorosłych osobników, w 1996 roku ptak ten opisywany był jako pospolity. Trend liczebności populacji jest oceniany jako spadkowy ze względu na niszczenie siedlisk.